# Ян Сассе
Ян Сассе (порт. Yan Sasse, нар. 24 червня 1997, Порту-Алегрі) — бразильський футболіст, півзахисник туніського клубу «Есперанс». Виступав також за низку клубів з різних країн. Переможець Ліги Паранаенсе. Володар Кубка Тунісу.

## Ігрова кар'єра
Ян Сассе народився 1997 року в місті Порту-Алегрі. Розпочав займатися футболом у рідному місті в юнацькій команді клубу «Інтернасьйонал», пізніше грав у юнацьких командах клубів «Ред Булл Бразил» та «Корітіба». У 2016 році розпочав грати в першій команді клубу «Корітіба», в якій виступав до 2018 року, та став у складі команди переможцем Ліги Паранаенсе. У 2019 році керівництво клубу віддало гравця в оренду до іншого бразильського клубу «Васко да Гама», а в 2019—2020 роках футболіст грав у оренді в турецькому клубі «Чайкур Різеспор», після чого в 2021 році повернувся до складу «Корітіби».
У 2021 році Ян Сассе на умовах постійного контракту став гравцем бразильського клубу «Америка Мінейру», а в 2022 році став гравцем новозеландського клубу «Веллінгтон Фенікс», який грає в австралійській A-Лізі.
З 2023 року бразильський півзахисник грає у складі туніського клубу «Есперанс». У складі команди футболіст у сезоні 2024—2025 років став володарем Кубка Тунісу.

## Титули і досягнення
- Переможець Ліги Паранаенсе (1):

«Корітіба»: 2017
- Володар Кубка Тунісу (1):

«Есперанс»: 2024–2025